# Philip Nielsen
Philip Nicolas Nielsen (4 de juliol de 1993) fou un ciclista danès que va ser professional des del 2007 fins al 2013. Va combinar la carretera amb el ciclisme en pista.

## Palmarès
- 2010
  - 1r a la Scandinavian Race Uppsala
  - Vencedor d'una etapa al Volta a Mèxic